# Abram-Daniel Meystre
Abram-Daniel Meystre (* 10. November 1812 in Curtilles; † 26. November 1870 in Payerne) war ein Schweizer Politiker. Von 1848 bis 1851, 1853 bis 1855 und 1863 bis 1870 gehörte er dem Nationalrat an. In den Jahren 1855 bis 1862 war er Staatsrat des Kantons Waadt.

## Biografie
Meystre erlernte wie sein Vater vor ihm den Beruf des Müllers, danach absolvierte er eine kaufmännische Lehre. 1836 begann er an der Akademie in Lausanne ein Theologiestudium, brach dieses jedoch zugunsten eines Rechtsstudiums ab. Er trat der Zofingia bei und erhielt 1844 das Anwaltspatent. Im selben Jahr gründete er die Freimaurerloge Alpina. Von 1845 bis 1852 war er als Präfekt von Lausanne tätig, von 1852 bis 1855 sowie ab 1862 als Rechtsanwalt.
In der radikalliberalen Bewegung stand Meystre am äussersten linken Flügel und trat, beeinflusst durch Proudhon, für einen anarchischen antiautoritären Sozialismus ein. Die ideale Gesellschaft stellte er sich als einen Verbund von Korporationen vor, die sich gegenseitig ergänzen. Meystre engagierte sich in zahlreichen gemeinnützigen Organisationen. Er gründete eine Krankenversicherung, einen Arbeiterbildungsverein und den Cercle démocratique de Lausanne (Verein zur Förderung der Demokratie).
Meystre war 1845 bei der radikalen Revolution im Waadtland an vorderster Front beteiligt. 1846 wurde er in den Grossen Rat gewählt, dem er ununterbrochen bis zu seinem Tod angehörte. Er trat 1848 zu den ersten Nationalratswahlen an und wurde im Wahlkreis Waadt-Nord gewählt. 1851 stellte er sich nicht zur Wiederwahl, rückte aber 1853 durch eine Nachwahl wieder in den Nationalrat. 1855 trat er erneut zurück, nachdem der Grosse Rat ihn zum Staatsrat gewählt hatte. In der Kantonsregierung war Meystre für die Ressorts Militär, Finanzen, Justiz und Polizei zuständig. 1862 wurde er als Staatsrat abgewählt, woraufhin er mit Erfolg bei den Nationalratswahlen 1863 kandidierte. Dem Nationalrat gehörte er sieben weitere Jahre an. Aufgrund seiner Freundschaft mit Louis Ruchonnet erhielt er die Ehrenmitgliedschaft der Helvetia.